# Naturdenkmal Aufschluss am Wetzstein
Das Naturdenkmal Aufschluss am Wetzstein mit einer Größe von 0,21 ha liegt nordöstlich von Neuastenberg im Stadtgebiet von Winterberg. Der Steinbruch befindet sich rund 300 m südlich vom Helleplatz, einem Parkplatz mit Schutzhütte an einem gemeinsamen Abschnitt der Bundesstraßen 236 und 480.
Das Gebiet wurde 2008 mit dem Landschaftsplan Winterberg durch den Hochsauerlandkreis als Naturdenkmal (ND) ausgewiesen. Der ehemalige Steinbruch liegt im Sandstein-Tonschiefer-Horizont der Ramsbecker Schichten. Am Steinbruch führt ein Wanderweg vorbei. 